# Northumberland
Northumberland (kiejtése: nɔːˈθʌmbələnd) Anglia egyik ceremoniális megyéje és egyben egységes hatósága (unitary authority) a North East England régióban. Keletről az Északi-tenger határolja, míg északról a skót Scottish Borders tanácsi területtel, nyugatról Cumbria, délről pedig Tyne and Wear és Durham megyékkel határos. Közigazgatási székhelye Alnwick, bár a megyei tanács Morpethben ülésezik.
Lakossága 2014-ben 316 300 fő volt. A lakosok mindössze 0,985%-a tartozik valamilyen etnikai kisebbséghez (szemben az országos 9,1%-kal).

## Története
Northumberland a római Britannia provincia valamikori északi határán fekszik, a megyén áthalad a határt a piktek ellen biztosító Hadrianus fala. A népvándorlás korában betelepedő angolszászok a 6. században megalapították Bernicia és Deira királyságait, amelyek a 7. században Northumbriává egyesültek. A királyság határai a Humbertől a Forth folyóig terjedtek, bár 1018-ban a skótok elhódították a Forth és Tweed folyók közötti szakaszt (itt található ma Edinburgh).
Northumberlandot az angliai kereszténység bölcsőjének tekintik, mert itt található Lindisfarne szigete, amelynek kolostorából a 7. században megkezdődött az angolszászok megkeresztelése. A 9. században dán vikingek megdöntötték a királyságot és területét saját britanniai birtokukhoz, a Danelawhoz csatolták; majd a 10. században, miután Wessex legyőzte a dánokat, az egységes Angol Királysághoz került.
A régió középkori története határvidék mivolta miatt továbbra is viharos maradt, erről tanúskodik az is, hogy itt több vár épült mint Anglia bármely más megyéjében.
A grófságot 1139-1157 és 1215-1217 között házasság révén a skót királyi család szerezte meg, de az 1337-es yorki egyezményben végül minden követelésükről lemondtak. A középkorban a grófi címet jobbára a Percy család tagjai viselték, akik a határvédelem miatt jelentős haderőt tartottak fenn és nevezetesek voltak a londoni kormányzat elleni lázadásaikról, mint például 1569-ben, amikor I. Erzsébet katolikusellenes törvényei miatt tiltakoztak. A grófság később is tűzfészek maradt, támogatták a megdöntött II. Jakab királyt és a törvény elől menekülők gyakran Skóciában kerestek menedéket. A törvényes rend helyreállításában sokat segített amikor Anglia és Skócia egyesült.
Az angol ipari forradalomban Northumberland kulcsszerepet játszott, szénbányái az ország jelentős részét ellátták és a szén  szállítására jöttek létre a régióban az első vasútvonalak. Ezek a bányák egészen az 1980-as évek bányabezárásaiig működtek.   Ezenkívül jelentős iparág volt a hajóépítés és hajófelszerelések a gyártása.

## Földrajza
A northumberlandi táj az Északi-tenger partvidéke környékén sík, míg beljebb, nyugat felé dombvidékbe vált. Északnyugaton a devon-kori gránitból és andezitből felépülő Cheviot Hills emelkedik ki, míg délnyugaton a karbonkori diabázból álló Whin Sill található. A dombvidék jellemző növénytársulása a fátlan láprét. A szintén diabázból felépülő Farne-szigetek a parthoz közel (2–6 km) sorakoznak.
Northumberland Anglia legészakibb megyéje és az egyik leghidegebb is, az éves átlaghőmérséklet 7,1-9,3 °C között mozog. Mivel a keleti parton fekszik, viszonylag távol van az esőhozó nyugati, óceáni szelektől, angliai viszonylatban kevés csapadék hullik, 466–1060 mm évente. A napfényes órák száma 1321-1390 évente.
A megye területének egynegyedét a mezőgazdasági műveléstől és urbanisztikai fejlesztéstől elzárt Northumberlandi Nemzeti Park foglalja el, amely magába foglalja Hadrianus falának nagy részét is.

## Közigazgatás és politika

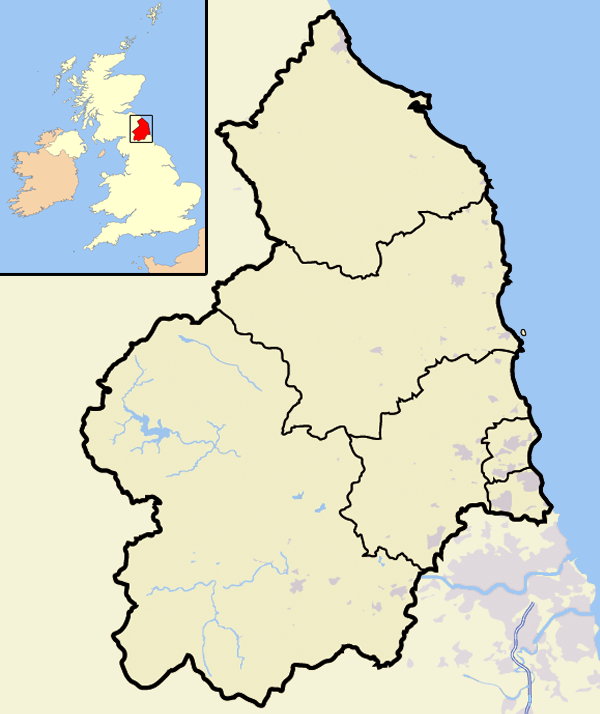
Northumberland korábbi kerületei

Northumberlandot 2009-ig hat kerületre osztották, ám ekkor a kerületeket megszüntették és az egész megyét egyetlen egységes hatósággá (unitary authority) alakították át; ez egész Anglia legnagyobb területű hatósága.
Northumberland 4 képviselőt küldhet a parlament alsóházába. A 2015-ös választások után ezek közül 2 a Munkáspárt, 2 pedig a Konzervatív Párt jelöltje volt.
Northumberland egész Anglia legritkábban lakott megyéje (a népsűrűség csak 63 fő/km²) és a lakosság jórészt vidéken él. A legnagyobb városok sem haladják meg a 15 ezer lakost. A legnépesebb települések: Morpeth (14 017 fő) Berwick-upon-Tweed (12 043 fő), Hexham (11 829 fő), Prudhoe (11,675 fő) és Ponteland (10 921 fő).

## Gazdaság
A megye gazdasága 1995 és 2003 között 2,5 milliárd fontról 3,4 milliárdra nőtt; ezen belül a mezőgazdaság 130 millióról 109 millióra, az ipar pedig 943 millióról 868 millióra csökkent, a szolgáltatások pedig 1,5 milliárdról 2,5 milliárdra bővültek. 
Fontos gazdasági ág a turizmus, a 2000-es évek elején évente 1,1 millió brit és 50 ezer külföldi látogatta meg Northumberlandot és 162 millió fontot költöttek.
Northumberland az ország egyik gazdaságilag kevésbé fejlett területe, a 63 közigazgatási egység közül a hatodik legszegényebb.

## Híres northumberlandiak

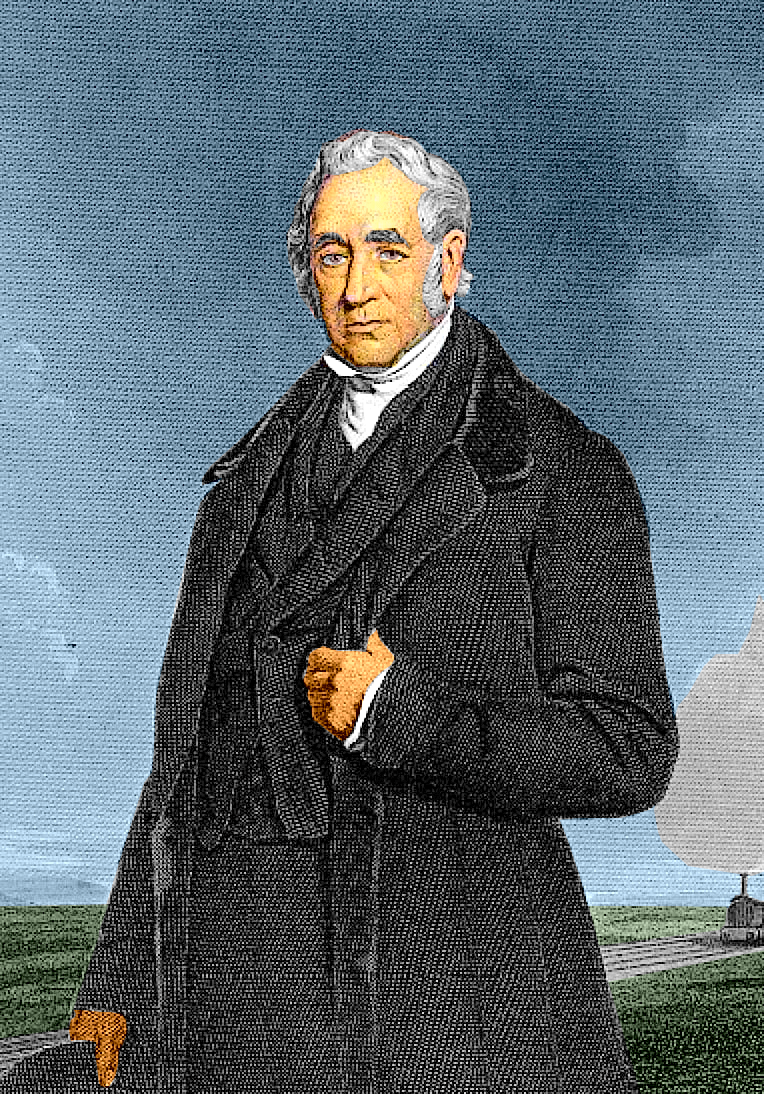
George Stephenson

- Thomas Addison orvos
- George Biddell Airy csillagász
- Thomas Bewick illusztrátor
- Capability Brown kertépítész
- Eric Burdon énekes
- Bobby Charlton labdarúgó
- Jack Charlton labdarúgó
- Pete Doherty zenész
- Charles Grey politikus
- Matt Ridley író
- George Stephenson mérnök
- Trevor Steven labdarúgó
- Hugh Trevor-Roper történész

## Látnivalók

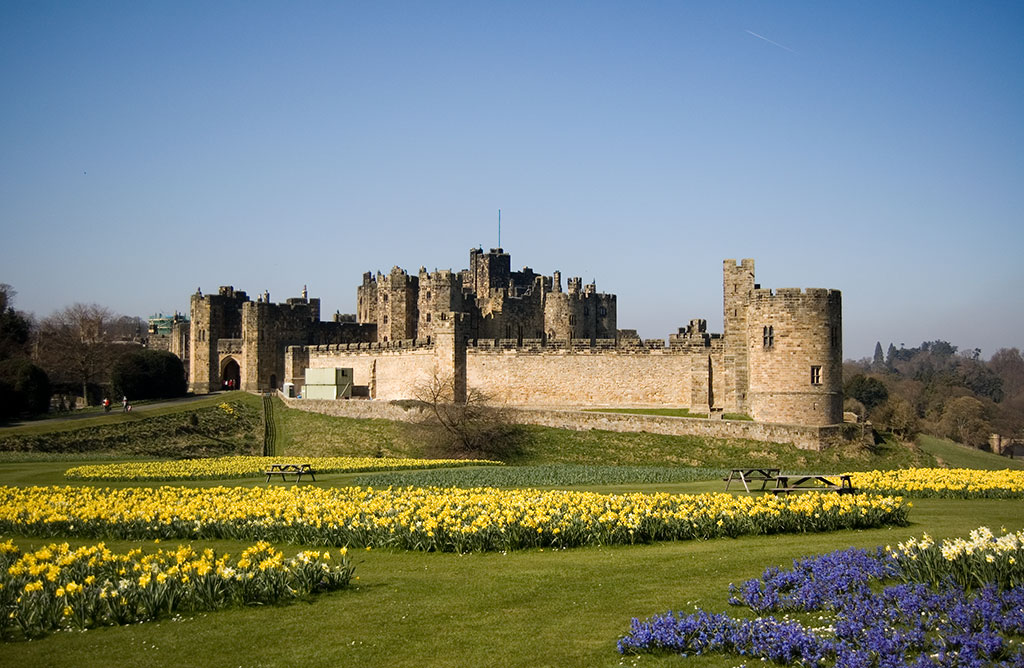
Alnwick vára
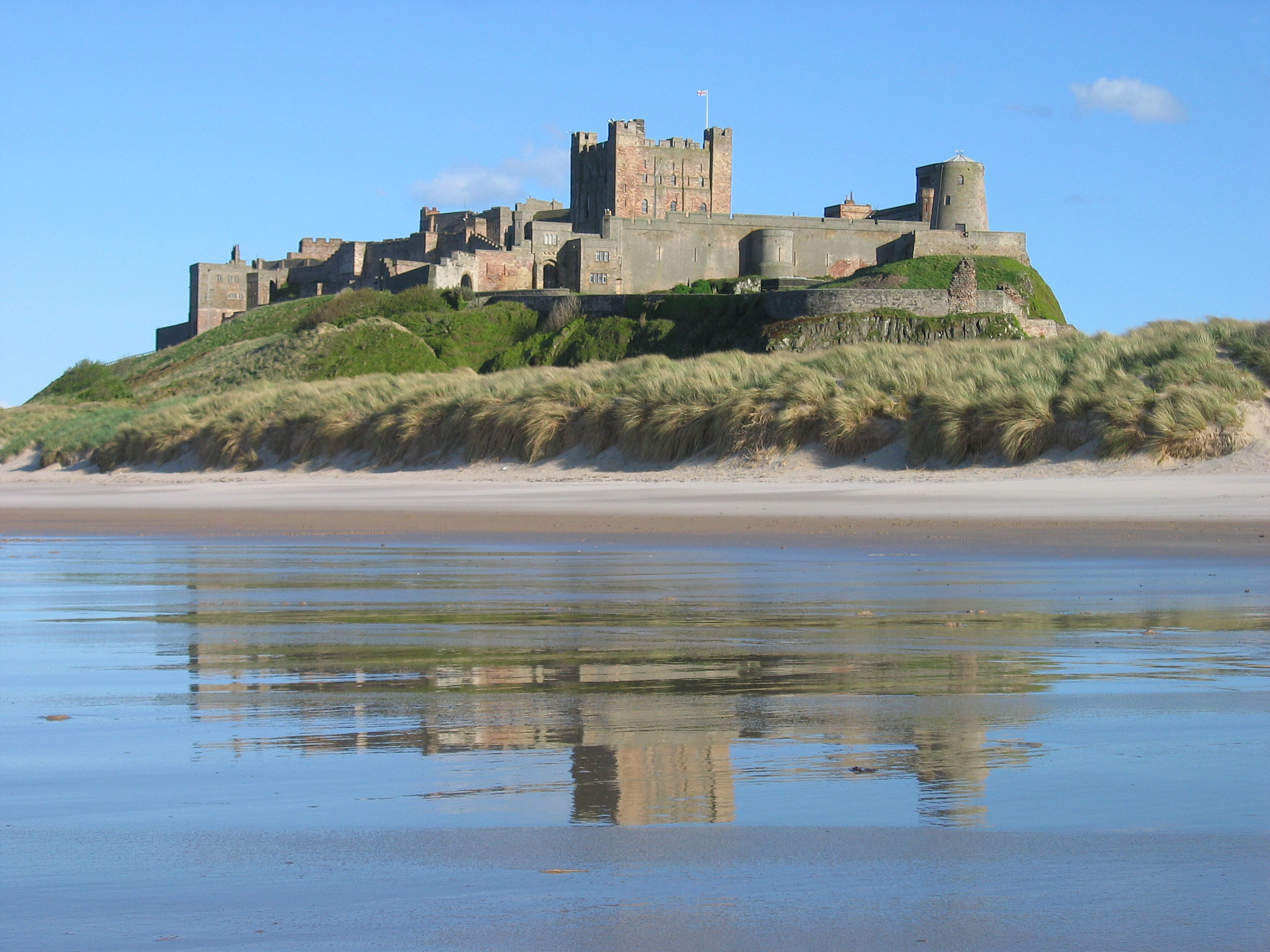
Bamburgh vára
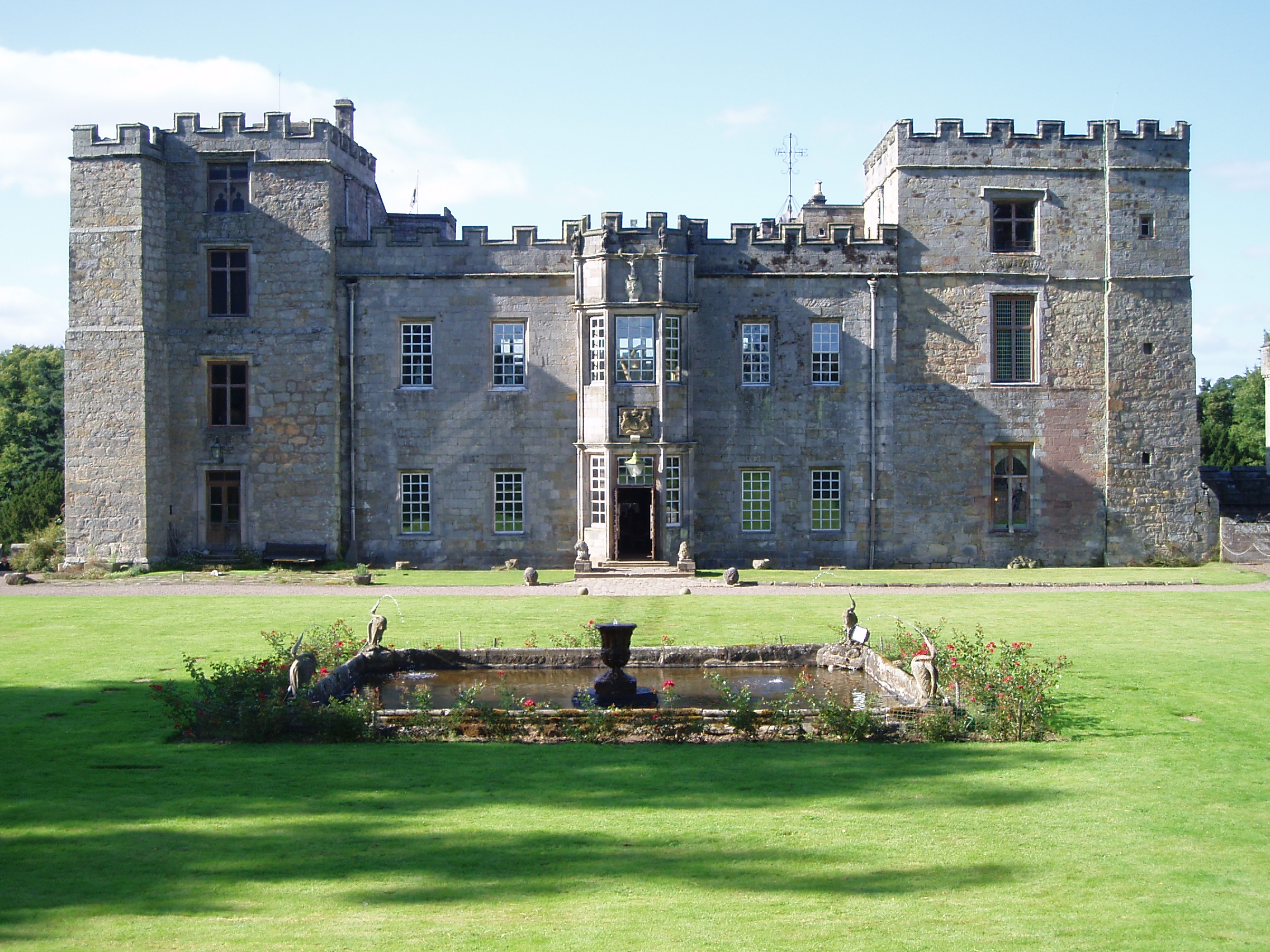
Chillingham Castle
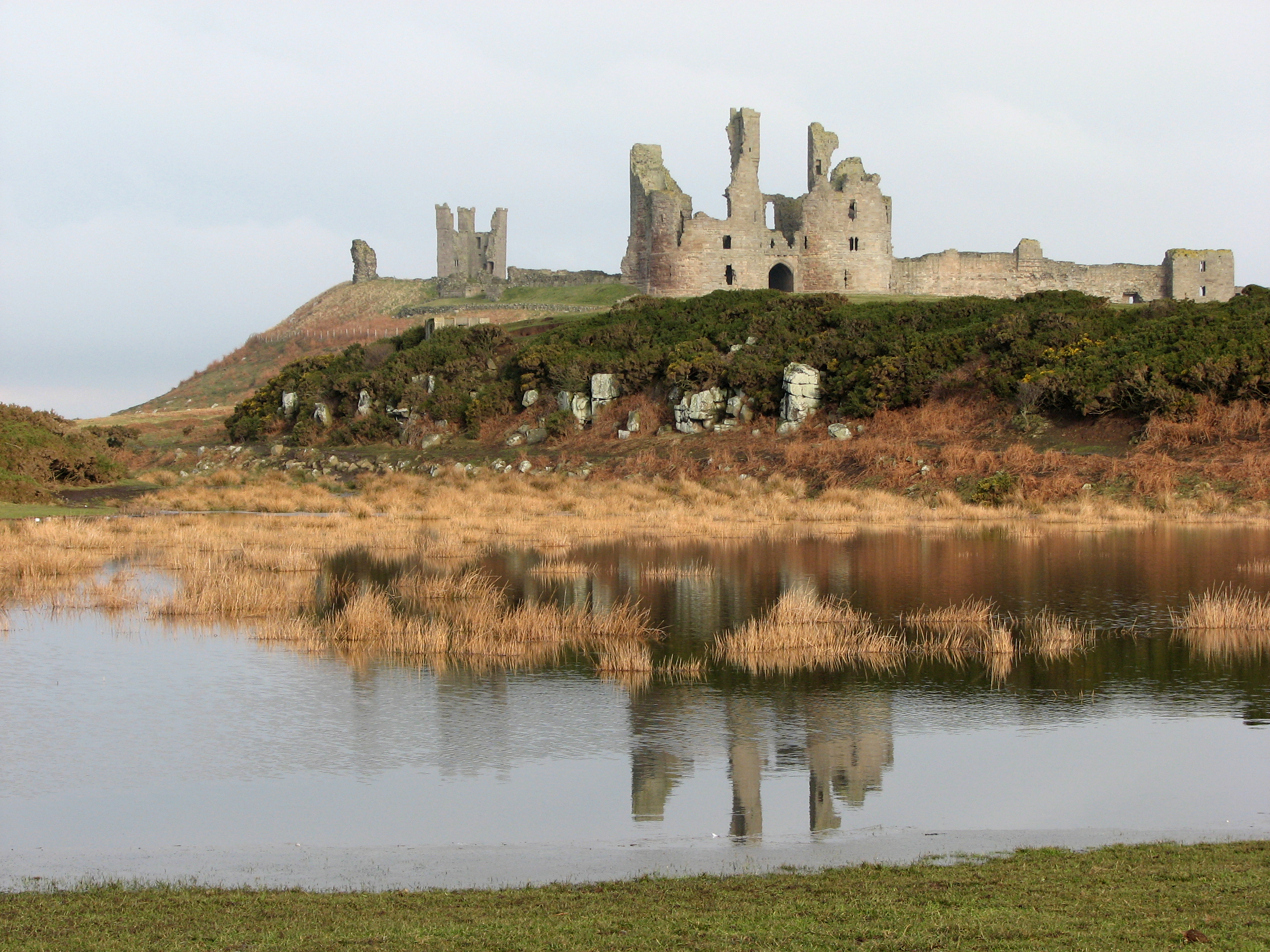
Dunstanburghi várrom
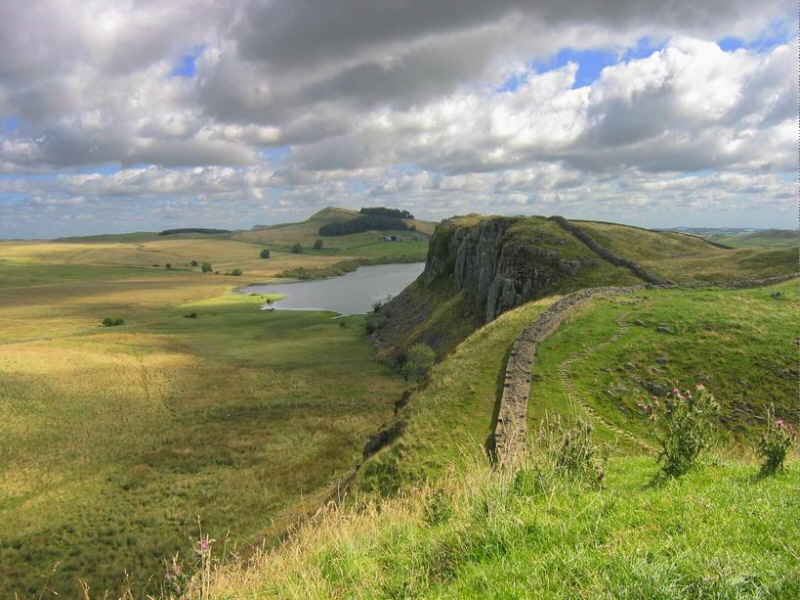
Hadrianus fala
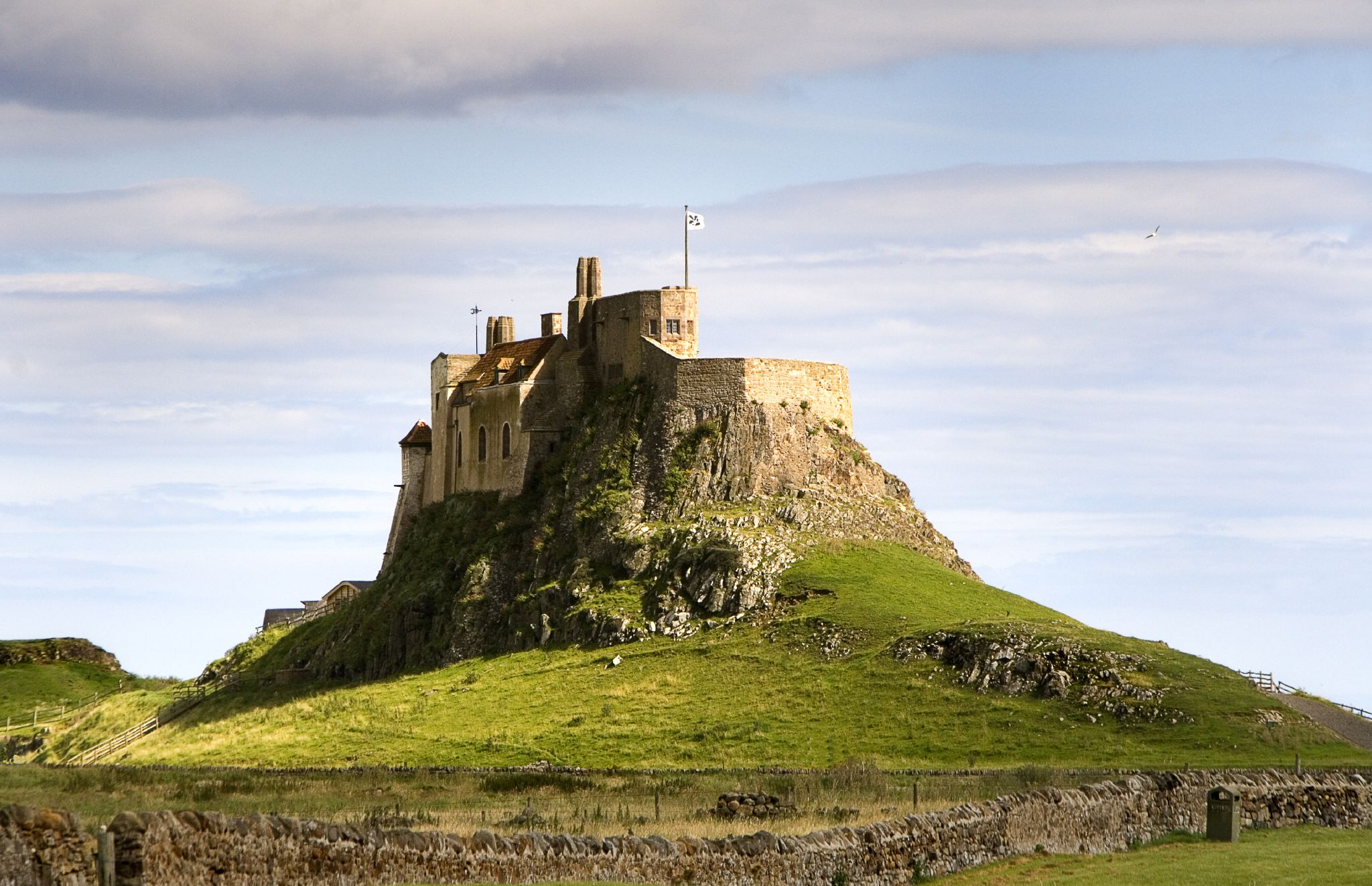
Lindisfarne
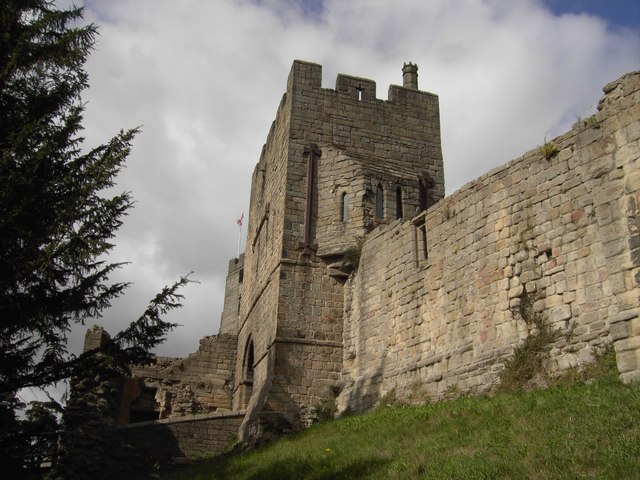
Prudhoe vára
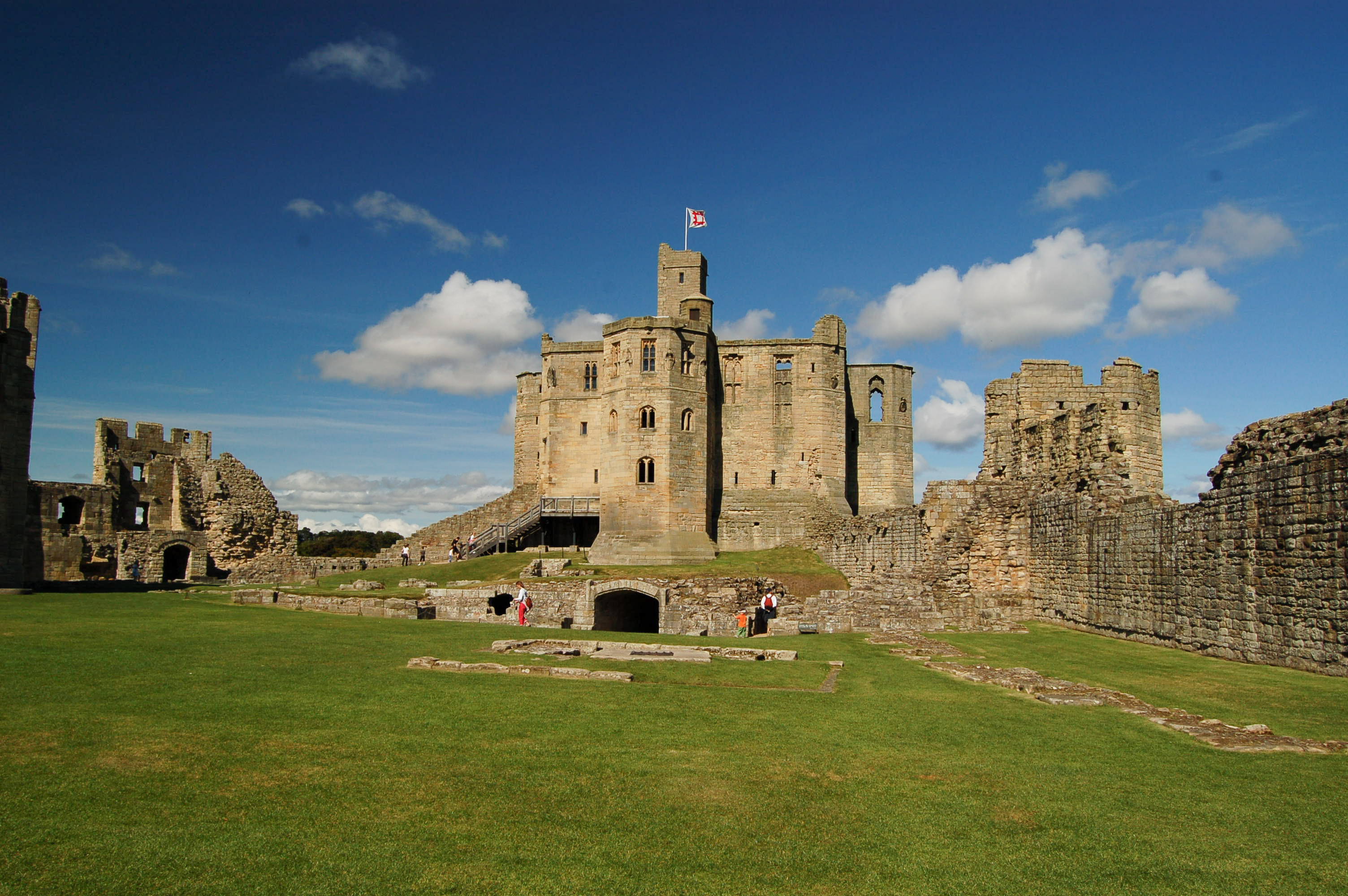
Wakworth vára

## Fordítás
- Ez a szócikk részben vagy egészben  a   Northumberland című angol Wikipédia-szócikk ezen változatának fordításán alapul.  Az eredeti cikk szerkesztőit annak laptörténete sorolja fel. Ez a jelzés csupán a megfogalmazás eredetét és a szerzői jogokat jelzi, nem szolgál a cikkben szereplő információk forrásmegjelöléseként.